# الخطط التوفيقية
الخطط التوفيقية أهم أعمال علي باشا مبارك، وتتكون الخطط من عشرين جزءً تصف بالتفصيل مدن مصر وقراها من أقدم العصور إلى الوقت الذي اندثرت فيه أو ظلت قائمة حتى عصره، واصفًا ما بها من منشآت ومرافق عامة مثل المساجد والزوايا والأضرحة وغير ذلك، لذا يعد أطلس متكامل لمدن مصر على مر العصور.

## وصف الكتاب
تناول الكتاب في البداية تاريخ القاهرة ومصر منذ العصر الفاطمى وحتى عصر الخديوى توفيق، في مقارنة بين ما كانت عليه وما أصبحن فيه أحياءها الحديثة، يلى هذا الخطط القاهرة وشوارعها وحتى حاراتها مرتبة ترتيبا أبجديا، وكذلك يعرج على مساجدها ومدارسها وزواياها وكنائسها بنفس الترتيب الأبجدى، ثم ينتقل بعدها إلى خارج القاهرة، ويتناول مدينة الإسكندرية ثم باقى الأقاليم والمدن والقرى في ترجمة للأعيان والأدباء والشعراء والأولياء.
ولم ينس المؤلف الآثار الفرعونية ومقياس النيل منذ عهد الفراعنة، وحتى عصر تأليف الكتاب، وأخيرا تناول النقود بأشكالها وتواريخها وقيمتها مقارنة مع قيم النقد الحديث.
ويعد كتاب"الخطط التوفيقية"أطلس متكاملاً لمدن مصر على مر العصور، إذ إنه يصف بالتفصيل مدن مصر وقراها من أقدم العصور إلى الوقت الذي اندثرت فيه أو ظلت قائمة حتى عصره، واصفاً ما فيها من منشآت ومرافق مثل: المساجد والزوايا والأضرحة والأديرة والكنائس، وغير ذلك.
ومؤلف الكتاب هو على باشا مبارك، الذة يعتبر أحد الاعلام الهامة والتاريخية والتى سيظل التاريخ المصرى يتذكرها بكل احترام وتقدير لما كان له من دور أساسي في النهضة التعليمية بمصر، اقترن اسمه في تاريخ مصر الحديث بالجانب العملى للنهضة والعمران، وتعددت إسهاماته فيها.
تولى إدارة ديوان المدارس أعاد ترتيبها وفق مشروعه، وعين المدرسين، ورتّب الدروس، واختار الكتب، واشترك مع عدد من الأساتذة في تأليف بعض الكتب المدرسية، عهد إليه قيادة مشروعه المعمارى العمراني، بإعادة تنظيم القاهرة على نمط حديث: بشق الشوارع الواسعة، وإنشاء الميادين، وإقامة المبانى والعمائر العثمانية الجديدة، وإمداد القاهرة بالمياه وإضاءتها بالغاز، ولا يزال هذا التخطيط باقيًا حتى الآن في وسط القاهرة.